# Футбол в Камеруне

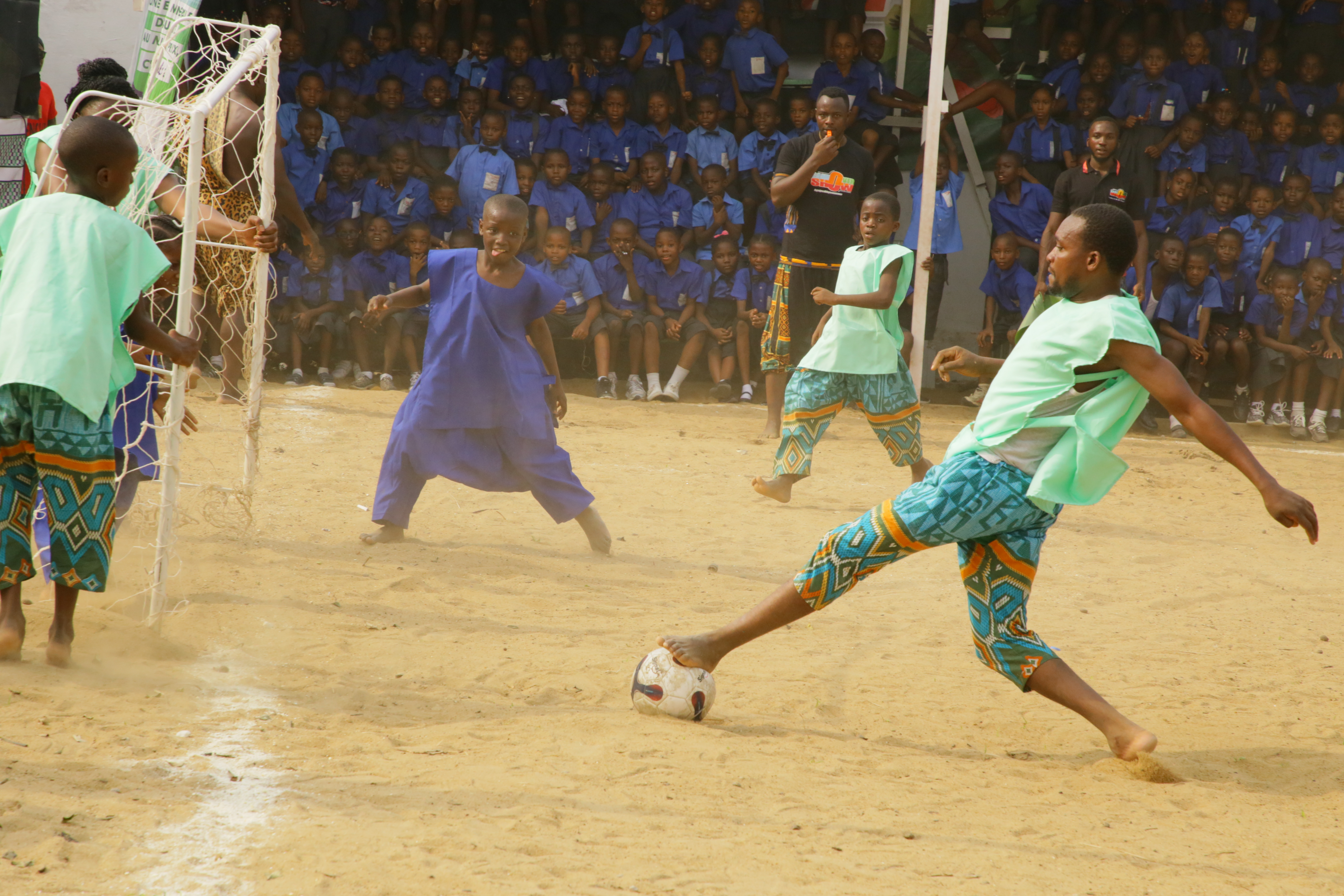
Любительский футбол в Камеруне

Футбол является самым популярным видом спорта в Камеруне. Камерунская федерация футбола образована в 1959 году. С 1962 года Камерун является членом ФИФА, а с 1963 года — членом КАФ. В стране разыгрывается чемпионат, Кубок и Суперкубок среди мужчин, и аналогичные турниры среди женщин.
Мужская сборная Камеруна по футболу пять раз побеждала на Кубке африканских наций и первой среди африканских команд доходила до четвертьфинала чемпионата мира, показав такой результат на мундиале 1990 года. Женская сборная Камеруна в своём активе имеет четыре серебряные медали чемпионата Африки. Лучшая позиция мужской сборной Камеруна в рейтинге ФИФА — 11, а женской — 41.
Камерунские клубы шесть раз побеждали в Лиге чемпионов КАФ и трижды в Кубке обладателей кубков КАФ. Наиболее успешным клубом по числу побед в чемпионате Камеруна является «Котон Спорт», в активе которого 18 трофеев.
Четыре раза лучшим футболистом Африки признавался камерунец Самюэль Это’о. Аналогичную награду среди женщин получала Гаэль Энганамуи в 2017 году.
Дважды Камерун принимал крупнейший африканский футбольный турнир — Кубок африканских наций — в 1972 и 2021 годах. Главной футбольной ареной Камеруна считается стадион «Олембе» в Яунде, который вмещает 60 тысяч зрителей.

## История

### Первые шаги
Футбол в Камеруне, разделённом по итогам Первой мировой войны между Британией и Францией, появился в 1920-е годы. Развитию новой игры способствовал учитель и торговец Шарль Лаланн, поселившийся в Дуале, а также фотограф и коммерческий агент Джордж Гете, родившийся в Сьерра-Леоне. Последний в 1924 году основывает в Дуале первую футбольную команду, которая получает название «Камерунский атлетический клуб». Вскоре после этого начинают создаваться и другие коллективы, включая команду собранную только из европейцев. Уже в 1925 году в Дуале были такие клубы как «Лун», «Лион», «Эклаир» и «Зебре». В 1928 году своя команда появляется в Яунде — «Аллико Маритим», известная в дальнейшем как «Дрэгон».
Первые чемпионаты Камеруна проходили в виде розыгрыша кубка с системой на выбывание. Дебютный чемпионат состоялся в 1933 году. Наибольшее количество побед в колониальную эпоху Камеруна принадлежит клуб «Каиман» из Дуалы, имевшему в своём активе 8 титулов.
Осенью 1950 года появляются первые сведения о сборной Камеруна, которая отправилась во Францию, где сыграла выставочный матч против «Ниццы» (2:3). Одним из самых известных камерунских футболистов того времени был Евгенио Нджо Леа, выступавший в чемпионате Франции.

### Камерун во второй половине XX века
Ещё до обретения независимости Камеруна в 1959 году была создана Федерация футбола Камеруна, заменившая Камерунскую футбольную лигу. В 1962 году Камерун стал членом ФИФА, а в 1963 году — Африканской конфедерации футбола и УНИФФАК (организации стран Центральной Африки).
Свою независимость Камерун получает 1 января 1960 года, а 13 апреля того же года сборная Камеруна проводит свой первый матч против Французского Сомали (сейчас — Джибути). Встреча завершилась разгромной победой камерунцев со счётом 9:2. Состав сборной тогда формировали представители таких клубов как «Канон Яунде», «Тоннер» и «Юнион Дуала».
После обретения независимости стартовал национальный чемпионат, однако до 1972 года он фактически был разделён на два отдельных турнира — для франкоязычного Восточного Камеруна и англоязычного Южного Камеруна. При этом официальными чемпионами Камеруна признавались победители турнира востока страны.
Первый президент страны Ахмаду Ахиджо во время своего правления столкнулся с восстанием марксистского Союза народов Камеруна, а в мае 1972 года состоялся референдум, по которому федеративный Камерун был преобразован в унитарный. Накануне голосования, в марте того же года, в Камерун принимал Кубок африканских наций, который правящий режим рассматривал как возможность укрепить национальное единство перед важным политическим мероприятием. Для камерунской сборной данный турнир стал первым в истории африканского чемпионата. Принимающая сторона для футбольного соревнования подготовила два стадиона: Стад де Реунификашн в Дуале и Стад Ахмаду Ахиджо в Яунде, что впоследствии сказалось на доминации команд из этих городов в чемпионате Камеруна. Несмотря на большие ожидания властей, Камерун уступил в полуфинале Республике Конго (0:1), а в матче за третье место обыграл Заир (5:2). После окончания турнира членов организационного комитета турнира обвинили в финансовых махинациях и арестовали, а министр спорта Франсуа-Ксавье Нгубейу был отправлен в отставку.
Камерунские футбольные клубы зачастую принадлежат к разным этническим группам или являются представителями отдельных местностей крупных городов. В частности в столице Яунде клуб «Канон» был основан кланом Нколдонго. Учреждённая после отделения от «Канона» команда «Тоннер» представляет район Мвогдада, а «Лион Космос» — район Этоуди. В городе Дуала «Орикс» и «Кайман» были командами народности дуала, «Динамо» относилось к басса, а «Юнион Дуала» — к бамилеке.
Первым победителем Лиги чемпионов КАФ, розыгрыш которой состоялся в 1964 году, стала камерунская команда «Орикс Дуала». Заслуги команды в развитии футбола отметила Африканская конфедерация футбола, присвоившая в 2014 году ей приз как футбольной легенде континента. После «Орикса» камерунские команды побеждали в турнире ещё 5 раз. В Кубке обладателей кубков КАФ в активе камерунских клубов 3 трофея. В 1986 году была основана футбольная команда «Котон Спорт», установившая рекорд чемпионата Камеруна по количеству завоёванных титулов — 18 трофеев в период с 1998 по 2023 год. К 2000 году лучшим камерунским клубом в рейтинге КАФ являлся «Канон Яунде».
На чемпионате мира Камерун дебютировал в 1982 году. В своём активе «неукротимые львы» имеют пять побед в главном африканском турнире, отставая на два титула от рекордсмена — Египта.
Показательные игры в Камеруне проводили советские клубы, такие как ярославский «Шинник» (1964), алма-атинский «Кайрат» (1965), ленинградский «Зенит» (1984), одесский «Черноморец» (1986) и запорожский «Металлург» (1989). Для помощи в развитии местного футбола в 1989 году в Камерун были направлены советские специалисты Лев Броварский и Валерий Непомнящий, возглавившие молодёжную и национальную сборные соответственно. В этот период камерунский футбол фактически являлся непрофессиональным. По словам Непомнящего, к моменту его приезда в стране было два травяных поля, одно с искусственным покрытием, а остальные — на песке. Их состояние так описывал советский тренер: «Называть поля, на которых играла вся первая лига, стадионами — язык не поворачивается: такие стадионы есть у каждой нашей средней школы. Пустырь, на нём ворота — и всё. Зрители сидят где хотят».
Тренерам сборной пришлось комплектовать сборную игроками, которые не получали заработной платы в местных клубах и уезжали в Европу при первом предложении от команд из низших лиг. Несмотря на трудности именно при Валерии Непомнящем сборная Камеруна показала свой лучший результат в истории чемпионата мира и впервые среди стран Африки дошла до четвертьфинала мундиаля на турнире 1990 года в Италии.

### Камерун в XXI веке

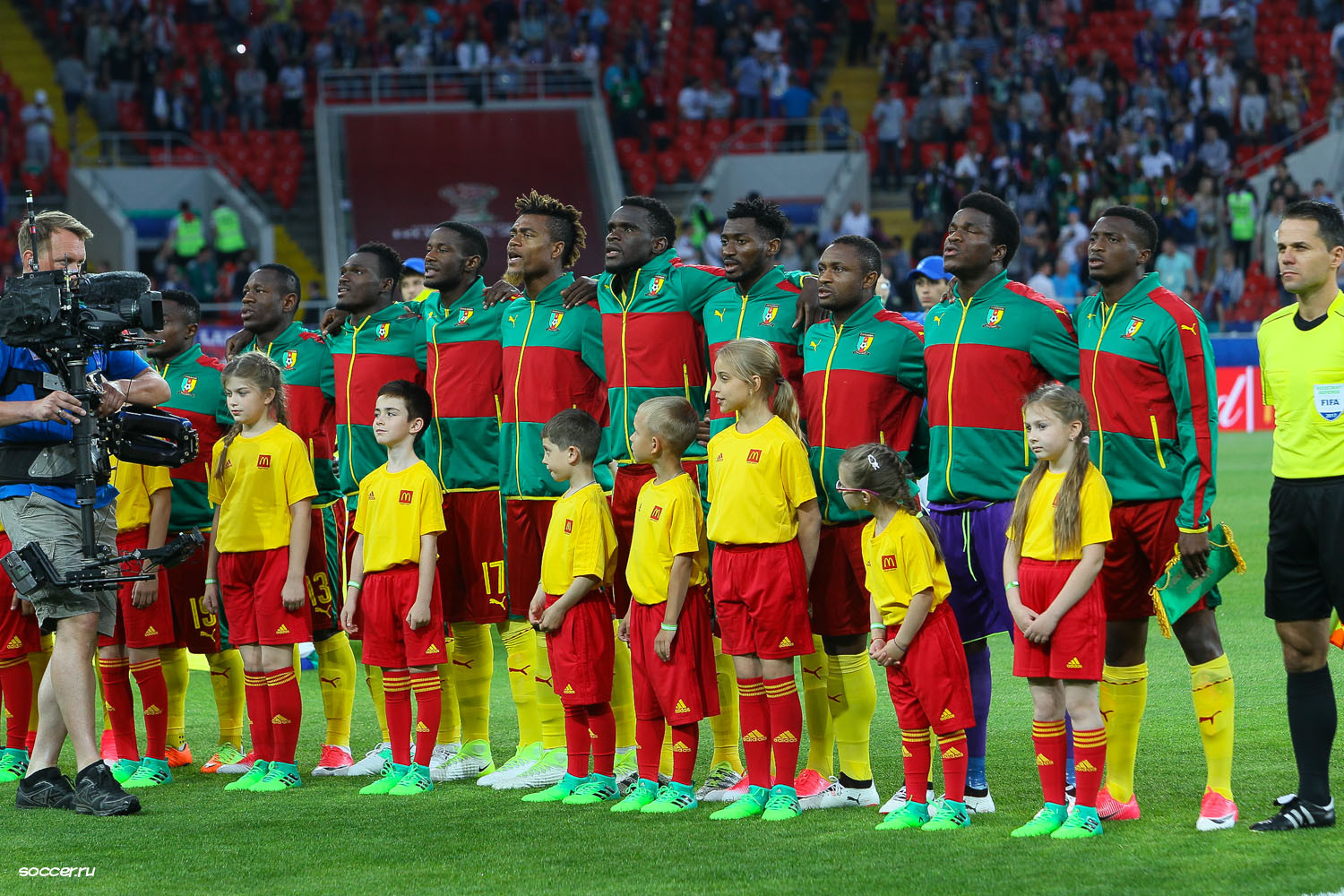
Сборная Камеруна в 2017 году

В 2000 году Камерун завоевал победу на Олимпийских играх в Сиднее, обыграв в решающем матче Испанию. Трижды Камерун участвовал в Кубке конфедераций (2001, 2003, 2017). На турнире 2003 года команда дошла до финала, где уступила Франции (0:1). Соревнование было омрачено одной из главных трагедией в истории камерунского футбола, произошедшей во время полуфинального матча против Колумбии — от сердечного приступа умер игрок Марк-Вивьен Фоэ. С разницей в три недели в 2015 году скончались два футболиста «Динамо» (Дуала) Фердинанд Мбог и Леопольд Ангонг Обен. При этом последний умер во время матча второго дивизионе. В 2016 году потерял сознание на поле, а затем скончался Патрик Экенг, выступавший за бухарестское «Динамо».
Завершивший футбольную карьеру вратарь камерунской сборной Жозеф-Антуан Белл охарактеризовал в 2004 году положение местного футбола как бедственное: «Стадионы пустуют, клубы погрязли в долгах. Не поверите, но с 1972 года, когда Камерун принимал у себя Кубок Африки, у нас не построено ни одного стадиона. Национальный центр подготовки сборных до сих пор в проекте».
По состоянию на 2013 год в футбол в Камеруне играло более 785 тысяч человек (при населении в 19 млн), включая 22 тысячи официально зарегистрированных футболиста. Также к тому моменту в стране было 223 футбольных клуба и 770 функционеров, занимающихся футболом.
Развивается в Камеруне футбол среди детей и юношей. В 2019 году было принято решение создать юношескую лигу Камеруна. На Кубке наций «Данон», где играют дети до 12 лет, Камерун участвовал дважды (2007, 2008). Сборная до 17 лет два раза побеждала на Кубке африканских наций своего возраста (2003, 2019). В 1995 году молодёжная команда, составленная из игроков до 20 лет, доходила до 1/4 финала чемпионата мира 1995 года и побеждала в чемпионате Африки.
Камерун являлся организатором крупных международных футбольных турниров как Кубок африканских наций (1972, 2021), чемпионат африканских наций (2020) и чемпионат Африки среди женщин (2016).
Одной из проблем в местном футболе является фальсификация возраста футболистов. В 2024 году за подделку данных о возрасте было отстранено 62 футболиста. Одним из участником подобного скандала стал Уилфрид Натан Дуала, включённый в 17 лет в состав сборной Камеруна на Кубок африканских наций 2023, но впоследствии заподозренный в мошенничестве с возрастом.

## Лучшие игроки

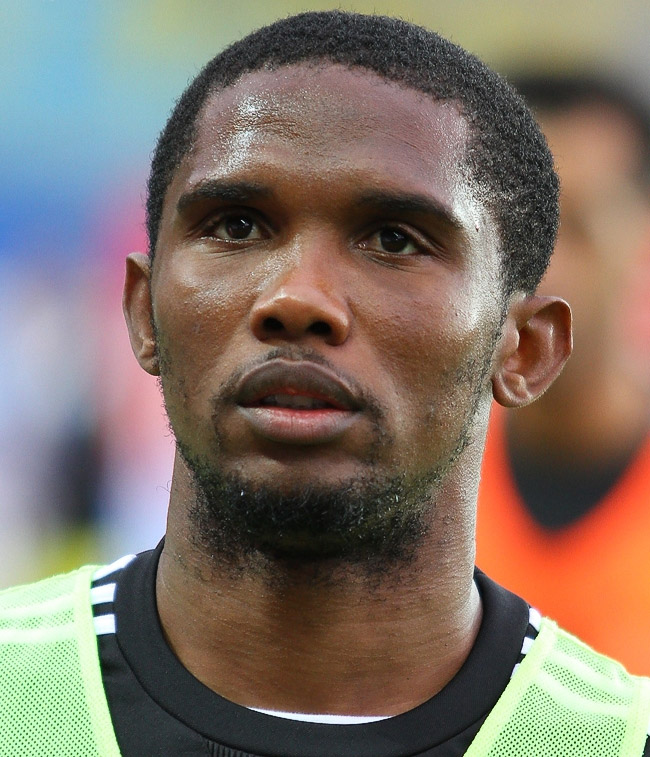
Самюэль Это’о

Наибольшее количество матчей за сборную Камеруна сыграл Ригобер Сонг (137 игр). Лучшим бомбардиром страны является Самюэль Это’о, в активе которого 56 забитых голов.
В список лучших футболистов XX века по версии МФФИИС были включены такие камерунцы как Роже Милла, Теофиль Абега, Франсуа Омам-Бийик и Жан Манга-Онгене. В список легенд Африканской конфедерацией футбола включались Роже Милла (2003), Ригобер Сонг (2012), Самюэль Мбаппе Леппе (2015) и Эмильен Мбанго (2016). Футболисты из Камеруна чаще других попадали в тройку призёров при определении лучшего Африканского футболисту года. Лидером в этом списке является Самюэль Это’о, получавший награду четыре раза. Лучшим вратарём Африки 2003 года признавался Карлос Камени.
Награду лучшего игрока Кубка африканских наций получали Теофиль Абега (1984), Роже Милла (1986), Лорен Этаме Майер (2000), Ригобер Сонг (2002) и Кристиан Бассогог (2017).

## Известные тренеры
Камерунские тренеры дважды приводили своих подопечных к победе в Лиге чемпионов КАФ: Сэмюэл Миссипо (1964 — «Орикс Дуала») и Теофиль Абонг (1979 — «Юнион Дуала»).

## Известные судьи
Единственным камерунским футбольным арбитром, работавшим в финале Кубка африканских наций, был Сиди Алиум, судивший решающий матч турнира 2019 года. Он же является последним представителем Камеруна, который работал на финалах Лиги чемпионов КАФ (2011). На чемпионат мира 2022 года в качестве ассистента участвовал Элвис Нупуэ. По состоянию на 2024 года работать на международных матчах ФИФА в качестве главного судьи могли 10 камерунских специалистов (6 мужчин и 4 женщины).

## Стадионы

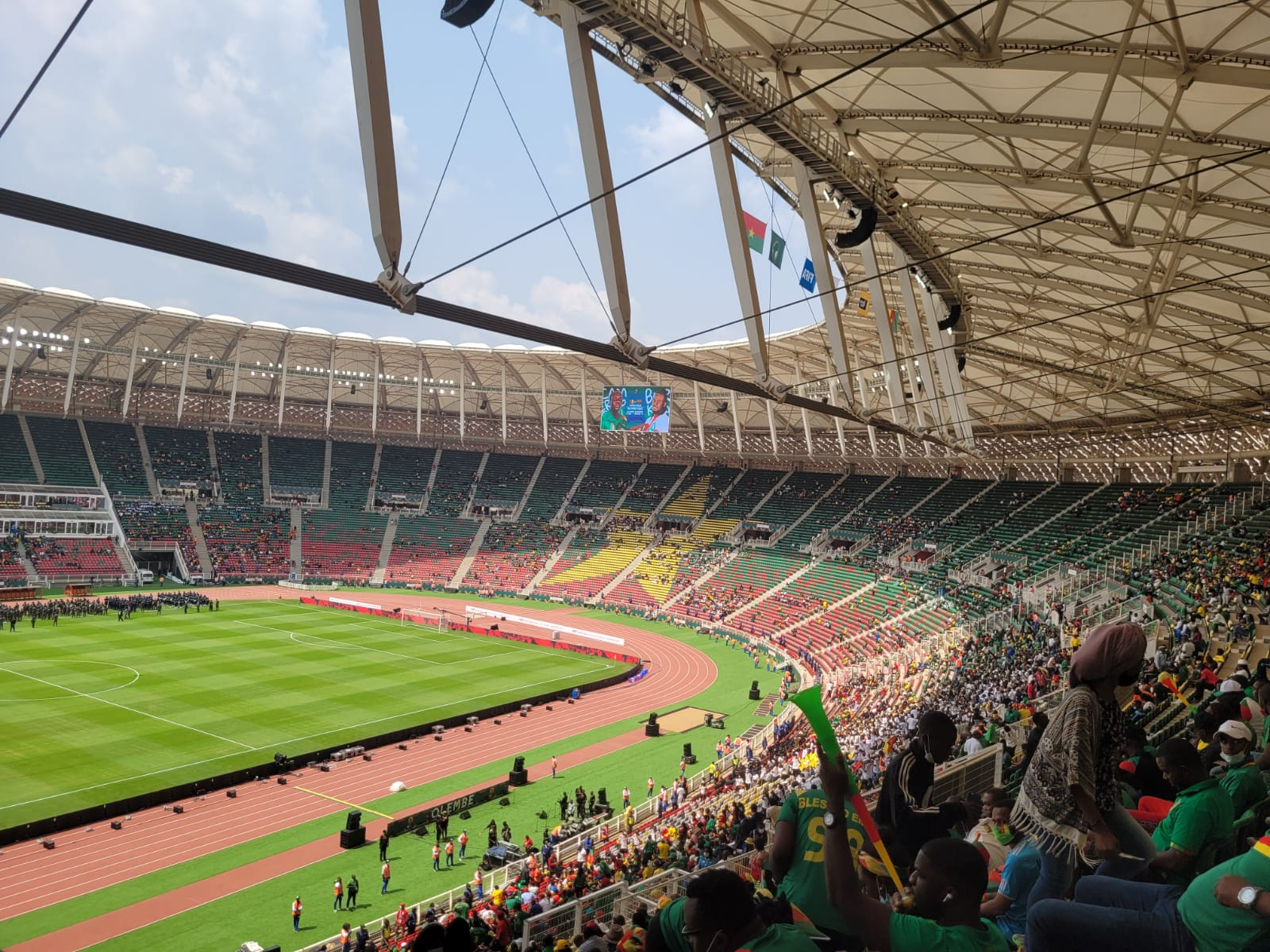
Стадион «Олембе»

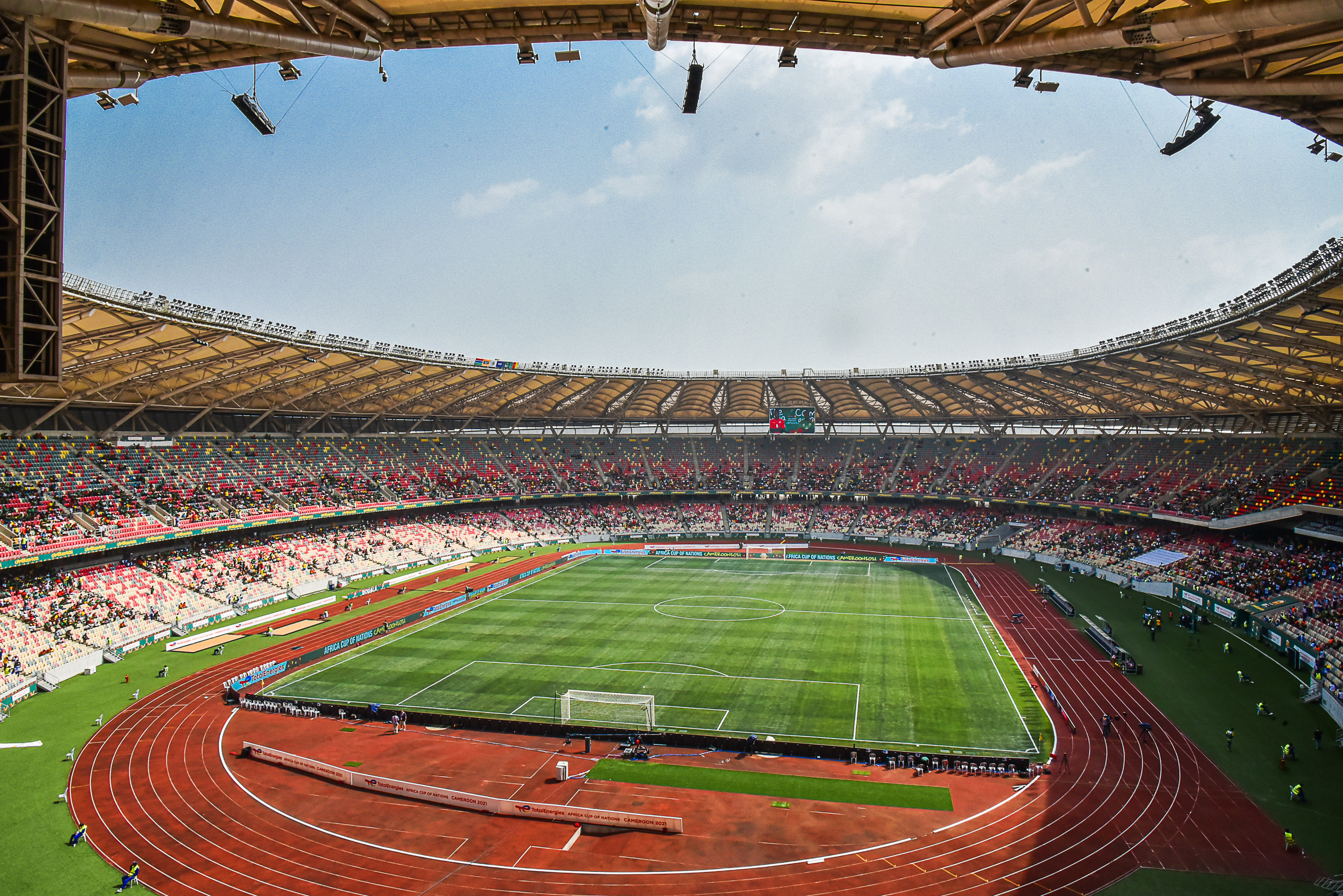
Стадион «Япома»

Наиболее вместительной футбольной ареной Камеруна является стадион «Олембе» в Яунде, вмещающий 60 тысяч зрителей.
| #    | Стадион              | Город   | Вместимость |
| ---- | -------------------- | ------- | ----------- |
| 1    | Олембе               | Яунде   | 60 000      |
| 2    | Япома                | Дуала   | 50 000      |
| 3    | Стад Ахмаду Ахиджо   | Яунде   | 42 500      |
| 4    | Стад де Реунификашн  | Дуала   | 30 000      |
| 5    | Румде Аджиа          | Гаруа   | 22 000      |
| 6-7  | Лимбе                | Лимбе   | 20 000      |
| 6-7  | Куэконг              | Бафусам | 20 000      |
| 8    | Стад де Мбуда        | Мбуда   | 12 000      |
| 9-10 | Мунисипал де Баменда | Баменда | 10 000      |
| 9-10 | Мунисипал де Кумбо   | Кумбо   | 10 000      |

## Женский футбол

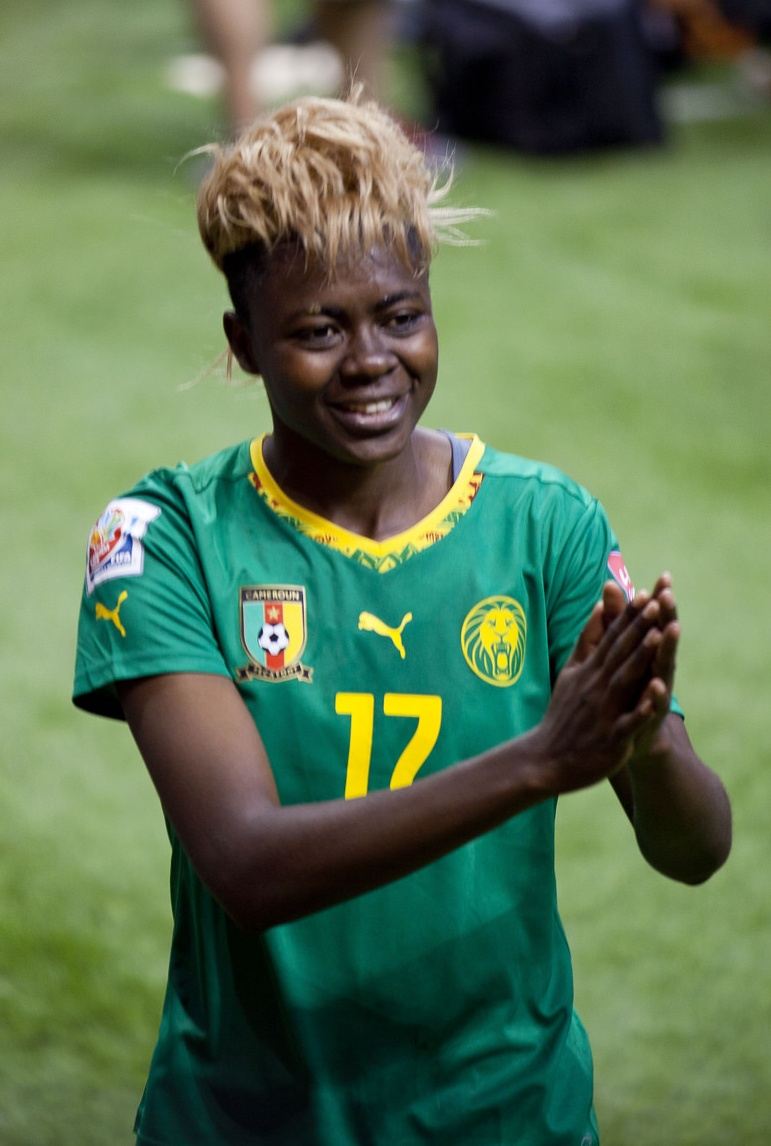
Гаэль Энганамуи

Женский кубок Камеруна проводится с 1987 года, а чемпионат — с 1991 года. Женская сборная Камеруна впервые выступила на чемпионате Африки 1991 года и с тех пор четыре раза завоёвывала серебряные награды турнира. На чемпионате мира команда участвовала дважды в 2015 и 2019 годах. Существуют также команды среди девочек до 20 и 17 лет. Гаэль Энганамуи признавалась лучшей футболисткой Африки 2017 года.

## Мини-футбол
Сборная Камеруна по мини-футболу никогда не участвовала в розыгрышах чемпионата мира. На чемпионате Африки команда выступала один раз в рамках турнира 2008 года в Ливии.

## Пляжный футбол
Сборная Камеруна стала победителем первого в истории чемпионата Африки по пляжному футболу, прошедшего в 2006 году в ЮАР. Награду лучшего вратаря турнира получил камерунец Паскаль Мбейо. Дважды Камерун выступал на чемпионатах мира (2006, 2008), но ни разу не преодолевал групповую стадию.